# Hermann Saam
Hermann Saam (* 7. März 1910 in Neckarsulm; † 22. Dezember 2005 in Bad Wildbad) war ein deutscher Diplomat und Politiker (FDP/DVP).

## Leben und Beruf

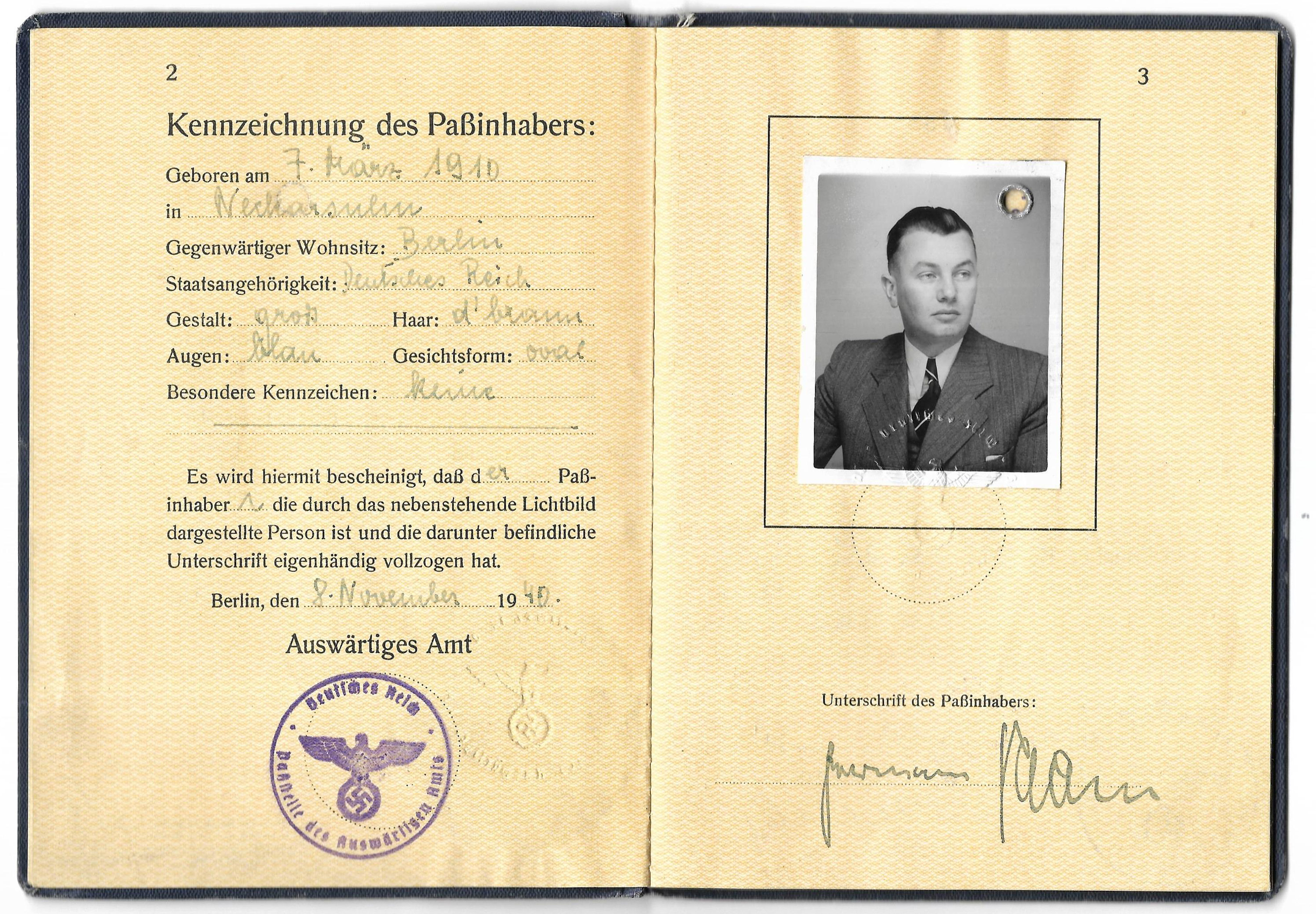
Diplomaten-Pass, ausgestellt auf Hermann Saam (November 1940)

Nach dem Abitur absolvierte Saam eine Ausbildung in der Staats- und Gemeindeverwaltung des Landes Württemberg. Anschließend trat er in den diplomatischen Dienst ein und war von 1934 bis 1942 als Konsulatssekretär bei den deutschen Botschaften in Lissabon, Rio de Janeiro und Moskau tätig. Zudem unternahm er seit 1939 Sonderkurierreisen nach Japan, Nord-, Mittel- und Südamerika. Von 1942 bis 1945 nahm er als Soldat am Zweiten Weltkrieg teil und wurde an der Ostfront sowie auf dem Balkan eingesetzt. Zuletzt geriet er in US-amerikanische Gefangenschaft, aus der er im August 1945 entlassen wurde.
Saam wurde im Dezember 1945 von der französischen Militärregierung zum Leiter des Kreiswirtschaftsamtes in Freudenstadt ernannt, das er bis 1948 beaufsichtigte. Im Oktober 1955 wechselte er erneut in den diplomatischen Dienst. Er war bis 1958 als Konsul bzw. Ständiger Geschäftsträger der Bundesrepublik Deutschland in Accra (Ghana) tätig und wirkte seit 1959 als Referent in der handelspolitischen Abteilung des Auswärtigen Amtes. 1960 kehrte er aus gesundheitlichen Gründen nach Deutschland zurück.

## Partei
Saam trat zum 1. Oktober 1937 der NSDAP bei (Mitgliedsnummer 4.457.267). Nach dem Kriegsende trat er in die DVP ein, aus der später der baden-württembergische Landesverband der FDP hervorging. Als Nachfolger von Wolfgang Haußmann war er von 1964 bis 1967 Landesvorsitzender der FDP/DVP in Baden-Württemberg. Außerdem war er von 1966 bis 1968 Mitglied im Bundesvorstand der Liberalen.
Unterlagen zu seiner Tätigkeit für die FDP liegen im Archiv des Liberalismus der Friedrich-Naumann-Stiftung für die Freiheit in Gummersbach.

## Abgeordneter
Saam war von 1952 bis 1955 sowie von 1960 bis 1964 Mitglied des baden-württembergischen Landtages. Dem Deutschen Bundestag gehörte er von 1965 bis 1969 an. Er war über die Landesliste Baden-Württemberg ins Parlament eingezogen.

## Öffentliche Ämter
Saam war von 1948 bis 1955 Bürgermeister der Stadt Freudenstadt und beteiligte sich in dieser Zeit maßgeblich am Wiederaufbau der zerstörten Innenstadt. Von 1960 bis 1974 amtierte er als Bürgermeister der Gemeinde Wildbad.

## Ehrungen
- Großes Bundesverdienstkreuz, 1954
- Ehrenbürgerschaft der Stadt Freudenstadt, 1955
- Hermann-Saam-Stadion in Freudenstadt
- Ehrenbürgerschaft der Stadt Bad Wildbad, 1974
- Hermann-Saam-Halle (ehemals Bismarck-Halle) in Bad Wildbad, 2007

## Belege
1. ↑  Bundesarchiv R 9361-IX KARTEI/36181375
2. ↑  Helmut Gewalt: Angehörige des Bundestags / I. - X. Legislaturperiode ehemaliger NSDAP- & / oder Gliederungsmitgliedschaften (Memento vom 3. Januar 2016 im Internet Archive) (PDF-Datei, abgerufen am 19. November 2011; 61 kB).

| Personendaten    | Personendaten                                        |
| ---------------- | ---------------------------------------------------- |
| NAME             | Saam, Hermann                                        |
| KURZBESCHREIBUNG | deutscher Diplomat und Politiker (FDP/DVP), MdL, MdB |
| GEBURTSDATUM     | 7. März 1910                                         |
| GEBURTSORT       | Neckarsulm                                           |
| STERBEDATUM      | 22. Dezember 2005                                    |
| STERBEORT        | Bad Wildbad                                          |